# Анхіала
Анхіа́ла (дав.-гр. Ἀνχχιάλη) — персонаж давньогрецької міфології, німфа, що породила дактилів.
У печері гори Дикта на Криті, де підростав немовля Зевс, Анхіала жбурляла в маленького Зевса пилом, і цей пил перетворився на дактилів. За іншою версією вона народжувала у цій печері, вчепившись в землю пальцями, тому її дітей і назвали дактилями (від дав.-гр. Δάκτυλοι — пальці). Їх вважали супутниками богині Кібели.